# 前件
前件（antecedent），亦稱前提，是假言命题的前半部分。
例子：
- 如果P，那么Q。

这是假言命题的标准逻辑公式。在这种情况下，前件是P。
- 如X是人，则X是必死的。

X是人是这个命题的前件。
- 如果人类已经在月亮上行走，那么我是法国国王。

这里的人类已经在月亮上行走是前件。